# 펑산산
펑산산(중국어: 冯珊珊, 병음: Féng Shānshān, 1989년 8월 5일~)은 중화인민공화국의 프로 골프 선수이다. 광저우 출신으로, 2008년 이래 LPGA 투어에서 뛰고 있다.